# Hana Doskočilová
Hana Doskočilová, provdaná Sekyrková (11. července 1936, Jihlava – 7. února 2019, Praha) byla česká spisovatelka knih pro děti.

## Život
Maturovala ve Znojmě, poté pracovala v Jihlavě a Praze jako úřednice. Od roku 1961 byla zaměstnána v tehdejším Státním nakladatelství dětské knihy (SNDK), pozdějším Albatrosu, a postupně se začala prosazovat i jako autorka. Od roku 1972 byla spisovatelkou na volné noze. Psala do dětského časopisu Mateřídouška (prabába Douška).
Její tvorba byla zaměřena na děti předškolního a mladšího školního věku (3 až 11 let). Příběhy mají kromě zábavné a napínavé složky často také nenásilně didaktický charakter. Byla mistrem literární zkratky.

## Dílo
- 1961 – Pohádky pro děti, pro mámy a pro táty
- 1966 – Bydlím doma
- 1971 – Micka z trafiky a kocour Pivoda
- 1972 – Kudy chodí malý lev
- 1973 – Medvědí pohádky
- 1974 – Zvířátka v lese
- 1974 – Drak Baborák a ztracený král Kulajda
- 1974 – Posledního kousne pes
- 1976 – Ukradený orloj
- 1976 – Kuk! Na zelené louce kluk
- 1977 – Eliška a táta Král
- 1978 – Dva dědečci z Dlouhé míle
- 1979 – Jak se vychovává papoušek
- 1983 – Chaloupka z marcipánu
- 1983 – Petr a Hanka chystají překvapení
- 1984 – Pohádky na dobrý den
- 1985 – Diogenés v sudu
- 1987 – Pět přání
- 1988 – Kuba a barvy
- 1988 - 50 odstínů šedi
- 1988 – My a myš
- 1990 – Pejskování s Polynou
- 1990 – Pejskování s Polynou
- 1991 – Damoklův meč a další známé příběhy
- 1994 – Golem Josef a ti druzí
- 1994 – Učíme se číst s mouchou Rudolfínou
- 1995 – Učíme se číst s medvědem Kubulou
- 1999 – Když velcí byli kluci
- 1999 – Šimsa
- 2001 – O Mamě Romě a romském pámbíčkovi
- 2005 – Lenoši a rváči z Kloboukova

### Krtek
Hana Doskočilová se podílela i na známých pohádkách O krtkovi, tvořených společně s kreslířem Zdeňkem Milerem. Jde konkrétně o těchto 14 příběhů:
- 1982 – Krtek v sedmém nebi
- 1991 – Jak krtek zachránil zajíčka
- 1992 – Krtek a potopa
- 1993 – Jak Krtek uzdravil myšku
- 1993 – Krtek a medvědi
- 1996 – Dětem
- 1996 – Krtek a orel
- 1998 – Krtek a zelená hvězda
- 1998 – Krtek v zimě
- 2002 – Krtek a maminka
- 2002 – Krtek a paraplíčko
- 2002 – Krtek a sněhulák
- 2004 – Krtek a televize
- 2006 – Krtek a jaro